# Scirtes palawanensis
Scirtes palawanensis là một loài bọ cánh cứng trong họ Scirtidae. Loài này được Klausnitzer miêu tả khoa học năm 2006.